# Galloway Adriatic
Galloway Adriatic byl letecký motor vyvinutý u firmy Galloway Engineering Company (navazuje na firmy William Beardmore & Son, Beardmore Aero Engine Ltd. a Beardmore-Halford-Pullinger). Motor vycházel ze zkušeností které firma získala při licenční výrobě šestiválců „Austro-Daimler 120 hp“ a z něj vycházejících konstrukcí „Beardmore 120 hp“ a „Beardmore 160 hp“ (typ 160 hp vyvinul Frank Bernard Halford, kapitán RFC, který později mj. pracoval na vývoji leteckých motorů i u firem de Havilland a Napier, mj. můžeme jmenovat motory de Havilland Gipsy, Napier Dagger a Napier Sabre s šoupátkovým rozvodem, či proudový de Havilland Goblin). Vývoj motoru o výkonu 230 hp byl dokončen v r. 1917 a ihned byl zaveden do výroby, ovšem bylo dodáno jen 94 kusů. Tímto ovšem historie motoru nekončí, navázala na něj výroba z něj vycházejícího zdokonaleného motoru Siddeley-Deasy Puma, který mj. poháněl i letouny Airco D.H.4 a D.H.9, či legendární dvoumístný stíhací dvouplošník Bristol 40 F2b Fighter.

## Technická data
- Typ: čtyřdobý zážehový vodou chlazený řadový šestiválec
- Vrtání válce: 145 mm
- Zdvih pístu: 190 mm
- Celková plocha pístů: 990 cm²
- Zdvihový objem motoru: 18 825 cm³
- Kompresní poměr: 4,96
- Mazání: tlakové
- Zapalování: zdvojené, magnety
- Příprava palivové směsi: dva karburátory Zenith
- Hmotnost suchého motoru (tj. bez provozních náplní): 313 kg

- Výkony:
  - vzletový: 236 hp (176 kW) při 1400 ot/min
  - maximální: 250 hp (186 kW) při 1500 ot/min